# Ragadia critolaus
Ragadia critolaus är en fjärilsart som beskrevs av De Nicéville 1893. Ragadia critolaus ingår i släktet Ragadia och familjen praktfjärilar. Inga underarter finns listade.